# Pulcheria (bướm đêm)
Pulcheria là một chi bướm đêm thuộc họ Noctuidae.

## Hình ảnh

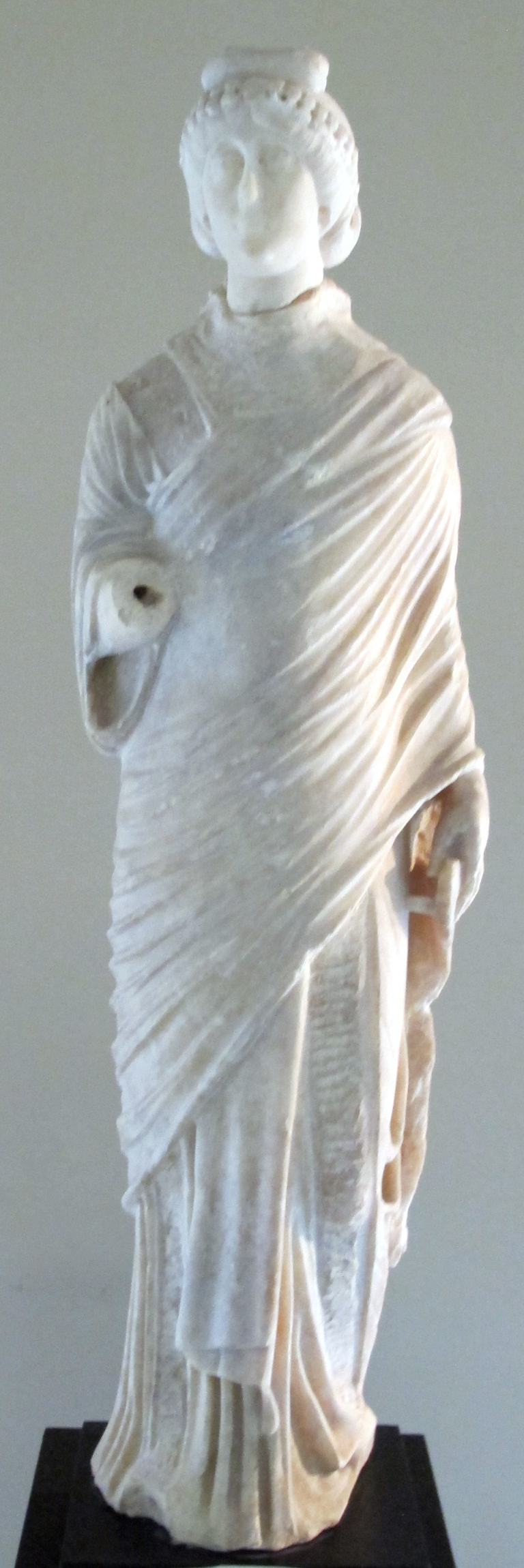
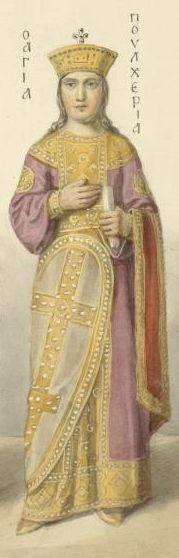
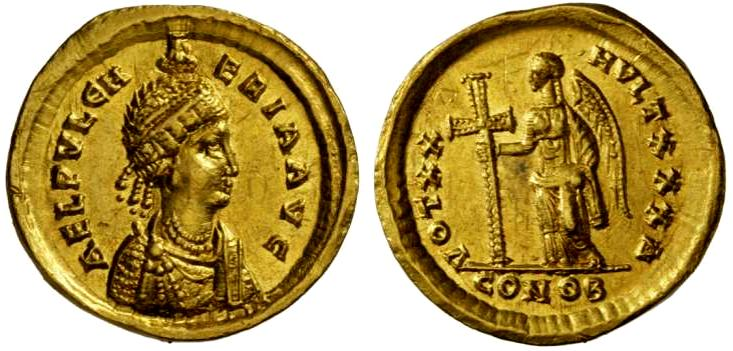
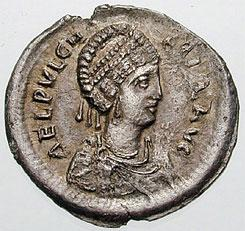